# 振幅随偏移距的变化
振幅随偏移距的变化（英語：amplitude versus offset AVO）
在地球物理學和反射地震學中，AVO是指振幅與偏移距（震源和檢波器之間的距離）之間的變化。 AVO 的分析能提供岩石的流體含量、孔隙度、密度或地震速度、剪切波信息、流體指標（烴指示）的信息
。
現代多頻道地震反射勘測的採集方式是對地下的同一點進行多次採樣，每次地震反射波的信號具有不同的偏移距或入射角。在處理地震數據時，需要保留地震反射波的振幅，並找出同一反射点道，但不同偏移距的反射波，組成共反射点道集（英語：common depth point gather，按偏移量增加的順序排序。執行振幅分析
。
AVO的增加通常對高孔隙率、低密度含氣沉積物尤為明顯，例如針對在墨西哥灣、西非和其他主要三角洲的的晚第三紀濁積砂岩，大多數主要公司通常使用 AVO 技術來降低勘探的風險。但由于地震数据的分辨率有限，AVO 技术也就有它的局限性 。